# Jan Franksen
Jan Franksen (* 15. Februar 1937 in Bremen; † 9. Januar 2004 in Berlin) war ein deutscher Filmemacher. Er arbeitete seit den Anfängen des dritten Fernsehprogrammes hauptsächlich für den Sender Freies Berlin als freier Regisseur und Autor. Dabei trug er maßgeblich zur Entwicklung des Fernsehgenres Filmessay bei.

## Leben
Nach seiner Kindheit in Bremen, Westpreußen und Nienburg/Weser kam Jan Franksen 1946 nach Berlin. 1958 machte er Abitur am dortigen Canisius-Kolleg. Er studierte an der Freien Universität Berlin Publizistik, Kunstgeschichte, Geschichte und Theaterwissenschaft, schloss jedoch das Studium nicht ab. Stattdessen brachte er sich an verschiedenen Bühnen als Regieassistent ein. 1962 begann er seine Tätigkeit beim Sender Freies Berlin (SFB), zunächst im Hörfunk. Bald nach Gründung des dritten Fernsehprogramms wurde er, gefördert von Hans-Werner Kock, zunehmend als Fernsehautor und -regisseur tätig. Seine Schwerpunkte waren Kultur- und Jugendthemen. Er berichtete 1969 von Joseph Beuys’ Happening in der Berliner Akademie der Künste. Er betätigte sich auch selbst künstlerisch, beispielsweise als Regisseur experimenteller Theaterstücke von Konrad Bayer und Gerhard Rühm. Im Herbst 1976 interviewte Franksen den Schriftsteller W.G. Sebald. Es entstand ein reger, kreativer Austausch, der auch den Werdegang Sebalds prägte. Für den SFB produzierte Franksen zahlreiche experimentelle Filme, insbesondere Filmessays mit wissenschaftlichem Anspruch, zum Beispiel Porträts von Carl Sternheim, Johann Joachim Winckelmann und Alfred Kerr. Zudem war Franksen als Lehrbeauftragter an der Hochschule für Bildende Künste und der FU Berlin tätig.

## Auszeichnungen
- 1992: Adolf-Grimme-Preis, Sonderpreis des Kultusministers des Landes Nordrhein-Westfalen, für Menschen und Mächte: Stalinallee.[4]

## Ausgewählte Filme
- Kreuzberger Palette. Am Rande eines Berliner Bildermarkts (1964)
- Literatur und Film: Anekdote nach Kleist (1975), Teilnahme an einem Fernsehexperiment mit Oswald Wiener, KP Brehmer und Hartmut Bitomsky, die einen Text von Heinrich von Kleist jeweils verfilmten und anschließend diskutierten (Aufnahmeleitung: Harun Farocki)
- Carl Sternheim. Hinweise auf Leben und Werk (1977)
- Der Wanderer und sein Schatten. Friedrich Nietzsche (1983)
- Mythos Winckelmann. Ein Versuch (1988)[5]
- Nach der ersten Zukunft. Der Schriftsteller Jurek Becker (1990)
- Menschen und Mächte: Stalinallee. Eine Straße als Symbol (1991)
- Es...hat...gelohnt. Bildnis Alfred Kerr, Kritiker (1992)
- Die Rathenaus (1994)
- Die Koenigsallee (1996)
- Vom Schloßplatz zum Fischerkiez: Die Breite Straße in Berlin (1998)
- Gottfried Semper. Ein Architekt des 19. Jahrhunderts (2003), zusammen mit Karin Reiss[6]